# گمینا پاسونک
گمینا پاسونک (به لهستانی:  Gmina Pasłęk) یک گمینا در لهستان است که در شهرستان البلانگ واقع شده‌است. گمینا پاسونک ۲۶۴٫۳۹ کیلومتر مربع مساحت و ۱۹٬۳۲۳ نفر جمعیت دارد.